# Луцій Юлій Цезар (претор 183 року до н. е.)
Луцій Юлій Цезар (Lucius Julius Caesar; ? — після 183 до н. е.) — політичний та військовий діяч Римської республіки, претор 183 року до н. е.

## Життєпис
Походив з патрциіанського роду Юліїв Цезарів. Про життя та діяльність замало відомостей. У 183 році до н. е. стає претором. Як провінцію отримав Цізальпійську Галлію. Під час своєї каденції відбив напад гальських племен з Трансальпійської Галлії. Водночас сприяв розбудові римській колонії Аквілеї.

## Родина
- Луцій Юлій Цезар, міський претор 166 року до н. е.